# Јован Комнин (паракимомен)
Јован Комнин (грч. : Ίωάννης Κοµνηνὸς, романизовано: Иоаннес Комненос; око 1070 – после 1118) је био византијски аристократа и званичник.

## Живот
Рођен в. 1070, био је једино познато дете цезара Нићифора Мелисена и његове жене Евдокије Комнине, старије сестре византијског цара Алексија I Комнина (р. 1081–1118).
Његов живот је релативно нејасан. Оженио се око 1090. године, али се не зна ни име, ни порекло ни неки други детаљи о његовој жени. Када је Нићифор Мелисен умро 1104. године, Јован је наследио велика имања свог оца око Солуна, али је непознато да ли је наследио и управу над градом, као и његов отац пре њега. Иначе његов живот за време владавине цара Алексија I није познат.
Када је цар Алексије I умро 1118. године, он је очигледно подржао наследство његовог најстаријег сина Јована II Комнина (р. 1118–1143) против претензија његове сестре Ане Комнине. Као резултат тога, када је Јован II крунисан за цара, Јован је унапређен у паракимомена и постављен за заједничког шефа администрације заједно са својим рођаком протовестијаријем Григоријем Таронитом.Међутим, према Никити Хонијату, када је дошао на функцију, Јован је „држао своју канцеларију без ограничења, понашајући се помпезно и са необичном дрскошћу“, и брзо је отпуштен. Касније се више не помиње у изворима.

## Потомство
Подаци о његовој деци су сачувани само у много каснијим изворима: Генадије Схоларије у 15. веку извештава да је имао два сина, Нићифора и Алексија Комнина Мелисена, док само овог другог помиње научник из 16. века Псеудо-Сфранцес. Према Схоларију, Нићифор је послат да угуши антивизантијску побуну у Напуљу коју је предводио извесни Роже Набардос, али није успео и из страха од казне је остао тамо. Схоларије тврди да се оженио Рожеровом сестром и постао родоначелник две породице, Комненатои и Мелисои, али како Константинос Варзос истиче, о овим породицама није сачувано ниједан податак. Алексије је, с друге стране, можда служио као мега дукс византијске морнарице, и оженио се дамом, која је према Псеудо-Сфранцесу била члан породице Стратегопул. Псеудо-Сфранцес и Схоларије дају различите извештаје о броју и именима Алексијевих синова: према првом, он је имао само једног сина, по имену Теодосије, отац цезара Алексија Стратегопула и Михаила Стратегопула; овај последњи има три сина, Теофилакта, Михаила и Николу, од којих је Теофилакт био Теодосијев отац и цезарев деда.